# Prosopocoilus lateralis
Prosopocoilus lateralis es una especie de coleóptero de la familia Lucanidae.

## Distribución geográfica
Habita en Mindoro, Mindanao y Luzon (Filipinas).